# Jacques Herzog
Pour les articles homonymes, voir Herzog.
 (avril 2009).
Si vous disposez d'ouvrages ou d'articles de référence ou si vous connaissez des sites web de qualité traitant du thème abordé ici, merci de compléter l'article en donnant les références utiles à sa vérifiabilité et en les liant à la section « Notes et références ».
Jacques Herzog, né le 19 avril 1950 à Bâle, est un architecte suisse.

## Biographie
Jacques Herzog est diplômé en architecture à l'École polytechnique fédérale de Zurich en 1975.
Il a fondé l'agence Herzog & de Meuron avec Pierre de Meuron. En 2001, ils ont décroché le prix Pritzker, plus haute distinction dans le domaine de l'architecture.
Ils sont notamment connus pour avoir réalisé les projets suivants :
- Tate Modern, Londres
- Parc Saint-Jacques, Bâle
- Stade national, Pékin
- Stade Allianz Arena, Munich
- Philharmonie de l'Elbe, Hambourg
- Nouveau stade de Bordeaux, Bordeaux